# Площа Авіаторів (Чернігів)
Пло́ща Авіа́торів — площа в Деснянському районі Чернігова на перетині вулиць Курсанта Єськова та Стрілецької.

## Історія
15 серпня 2015 року відкрито площу Авіаторів — присвоєно назву. Планується благоустрій.

## Опис
Рух не врегульовано світлофорами. На площі розташований монумент військового літака МіГ-21.
На захід від вулиці Курсанта Єськова розташована багатоповерхова житлова забудова (по вулиці Льотній), на схід — паркова територія і садибна забудова (по вулиці Юрія Мезенцева). На північ від площі розташована територія навчально-наукового інституту економіки технологічного університету (до 1995 року — територія училища льотчиків).
Транспорт:
- тролейбусних маршрутів немає.
- автобус/маршрутне таксі маршрутів № 7, 26, 37 — зупинка Вулиця Стрілецька.